# Zhang Wanqiong
Zhang Wanqiong (en chino: 张宛琼; 21 de enero de 1994) es una deportista china que compite en halterofilia. Ganó dos medallas en el Campeonato Mundial de Halterofilia, plata en 2019 y bronce en el 2018, ambas en la categoría de 55 kg.

## Palmarés internacional
| Campeonato Mundial | Campeonato Mundial     | Campeonato Mundial | Campeonato Mundial |
| Año                | Lugar                  | Medalla            | Categoría          |
| ------------------ | ---------------------- | ------------------ | ------------------ |
| 2018               | Asjabad (Turkmenistán) | Medalla de bronce  | 55 kg              |
| 2019               | Pattaya (Tailandia)    | Medalla de plata   | 55 kg              |